# Hatef Moeil
Hatef Moeil (ur. 21 września 1986 w Rommerskirchen) – niemiecki zawodnik mieszanych sztuk walki (MMA) wagi ciężkiej pochodzenia irańskiego. Były mistrz takich organizacji jak: Mix Fight Championship, Cage Fight Series, King of Kings oraz Oktagon MMA. Aktualnie związany z FNC. 

## Kariera MMA

### Wczesna kariera
Zawodowo w mieszanych sztukach walki zadebiutował 18 września 2015 roku na gali Final Fight Championship 19, która miała miejsce w Austrii w Linzu. Przegrał z Darko Stošiciem przez techniczny nokaut, kiedy to narożnik Moeila postanowił przerwać tę walkę i poddać swojego zawodnika (wrzucenie ręcznika do ringu) w wyniku otrzymywania od Serba mocnych ciosów w drugiej rundzie. 
W 2016 roku, w dwóch kolejnych walkach pokonywał przez techniczne nokauty w pierwszych rundach innych reprezentantów Serbii. Jeszcze w grudniu tego samego roku przegrał przez dyskwalifikację w pierwszej rundzie z Polakiem Damianem Olszewskim.
W 2017 roku stoczył dwie walki, które ponownie skończyły się w pierwszych rundach rezultatem TKO. Najpierw na kwietniowej gali German MMA Championship 11 w Castrop-Rauxel pokonał poprzez uderzenia Niemca Martina Langnera, a następnie na wrześniowej gali Superior FC 18 w Ludwigshafen uległ niepokonanemu Mołdawianinowi Nicolae Negumereanu, który konsekwentnie porozbijał uderzeniami Moeila, w wyniku czego do oktagonu wkroczył lekarz i ten zakończył to starcie. 
20 stycznia 2018 w austriackim Grazu zwyciężył przez TKO w pierwszej odsłonie z tamtejszym gospodarzem Hansem Lacknerem. Następnie niespełna dwa miesiące później, niespodziewanie wskoczył w zastępstwo do walki z Marcinem Wójcikiem. Moeil dzień przed galą KSW 42 został ogłoszony jako nowy rywal Polaka. „Persian King” nie wyszedł do trzeciej rundy w wyniku zmęczenia po drugiej odsłonie.
W powrocie na tor zwycięstw powrócił 22 kwietnia 2018 podczas gali Elite MMA Championship 2 w Düsseldorfie. Moeil w swoim stylu znokautował Niemca Franka Kortza ciosami w pierwszej odsłonie rundowej. Sześć miesięcy później na wydarzeniu German MMA Championship 17 podobnie zwyciężył z bardziej doświadczonym Niemcem Björnem Schmiedebergiem, jednak tym razem w trzeciej rundzie. W grudniu jeszcze tego samego roku pokonał jednogłośnie na punkty Serba Marko Petkovicia.

### Zdobyte mistrzowskie pasy w 2019 roku
W kolejnej walce, którą stoczył 2 lutego 2019 w Austrii zdobył pas mistrzowski organizacji Cage Fight Series w kategorii ciężkiej. Moeil zwyciężył decyzją jednogłośną z byłym mistrzem federacji UFC Ricco Rodriguezem.
22 czerwca 2019 w Kassel sięgnął po następny tytuł, tym razem organizacji Mix Fight Championship po pokonaniu przez TKO w pierwszej rundzie Anglika, Jamesa McSweeney'a. „Persian King” od razu po przerwaniu walki przez sędziego ringowy zacząć dalej atakować Anglika, powodem tego zachowanie była tzw. karma, która wróciła według opinii Moeila do McSweeneya za podobne zachowanie, którego McSweeney dopuścił się po pojedynku z innym rywalem. Niedługo później organizacja MFC poinformowała, że potępia wszystkie takie sytuację i pozbawiła Hatefa Moeila tytułu mistrzowskiego.
Kolejny pas mistrza wagi ciężkiej zdobył 30 listopada 2019 podczas gal King of Kings 82, gdzie znokautował Brazylijczyka Wesleya Martinsa w pierwszej rundzie i dołożył do kolekcji tytuł organizacji King of Kings. 
Moeil przez następne ponad dwa lata nie toczył walk. Powrócił w grudniu 2021 podczas wydarzenia Elite MMA Championship 8, gdzie rozprawił się już po trzech minutach rundy pierwszej z Kornelem Zapadką.

### Oktagon MMA
W 2022 roku podpisał kontrakt z czesko-słowacką organizacją Oktagon MMA. W debiucie, który stoczył 4 czerwca 2022 podczas gali Oktagon 33 we Frankfurcie nad Menem wygrał po drugiej rundzie z Brazylijczykiem, Kerissonem Lealem de Rezendą, którego sędzia ringowy nie dopuścił do kontynuowania trzeciej odsłony.
Następnie 15 października 2022 na wydarzeniu Oktagon 36 rozbił w drugiej odsłonie uderzeniami i kolanami byłego zawodnika federacji UFC, Jeremy'ego Kimballa.
W 2023 roku stoczył dwie walki, które wygrał jednogłośnie na kartach sędziów punktowych. Najpierw 11 lutego 2023 w niemieckim Monachium podczas Oktagon 39 zwyciężył z reprezentantem Brazylii Wallysonem Carvalho, a 18 listopada 2023 w Kolonii na Oktagon 49 zdobył pas mistrzowski w wadze ciężkiej, pokonując po 25 minutach Bułgara Lazara Todeva.
Do pierwszej obrony tytułu mistrzowskiego miał przystąpić w walce przeciwko byłemu mistrzowi brytyjskiej organizacji BAMMA, Stuartowi Austinowi na gali Oktagon 57, która odbyła 4 maja 2024 w niemieckim Frankfurcie. Ostatecznie Moeil musiał wycofać się z rywalizacji przez poważną kontuzję łokcia.
Po rocznej przerwie od ostatniej walki miał przystąpić do pierwszej obrony pasa mistrzowskiego podczas gali Oktagon 64, która odbyła się 7 grudnia w Monachium. W walce wieczoru tego wydarzenia ponownie miał zmierzyć się z Lazarem Todevem. Podczas konferencji prasowej przed galą miała miejsce awantura z jego udziałem, gdyż trafił Pavola Nerudę, współwłaściciela organizacji pasem mistrzowskim, który rzucił w kierunku swojego rywala Lazara Todeva. Na kilkadziesiąt minut przed wydarzeniem Moeil poinformował w mediach społecznościowych, że nie wystąpi na gali Oktagon 64. 17 grudnia 2024 został pozbawiony pasa mistrzowskiego kategorii ciężkiej i rozstał się z organizacją Oktagon MMA.

### FNC
6 lutego 2025 ogłoszono, że podpisał kontrakt z chorwacką organizacją Fight Nation Championship. W debiucie dla nowego pracodawcy zawalczył 24 maja 2025 podczas walki wieczoru gali FNC 23 w Belgradzie, gdzie zmierzył się z tymczasowym mistrzem FNC wagi ciężkiej, Miranem Fabjanem. Pierwotnie oczekiwano, że Moeil zawalczy ze swoim dawnym pogromcą, Darko Stošiciem, jednak ten doznał kontuzji. Moeil zwyciężył przez techniczny nokaut w trzeciej rundzie, rozbijając w parterze Słoweńca.

## Osiągnięcia

### Mieszane sztuki walki
- 02.06.2019: Mistrz Cage Fight Series w wadze ciężkiej[20]
- 22.06.2019 – 09.07.2019: Mistrz Mix Fight Championship w wadze ciężkiej[2][3]
- 30.11.2019: Mistrz King of Kings w wadze ciężkiej[5]
- 18.11.2023 – 17.12.2024: Mistrz Oktagon MMA w wadze ciężkiej[31][6]

## Lista zawodowych walk w MMA
| Wynik     | Bilans | Przeciwnik (bilans przed walką) | Rozstrzygnięcie                                               | Runda | Czas | Rozgrywki                                          | Data       | Miejsce             | Uwagi                                                                  |
| --------- | ------ | ------------------------------- | ------------------------------------------------------------- | ----- | ---- | -------------------------------------------------- | ---------- | ------------------- | ---------------------------------------------------------------------- |
| Wygrana   | 16-4   | Miran Fabjan (7-3)              | TKO (ciosy pięściami w parterze)                              | 3     | 2:24 | FNC 23: Fabjan vs. Moeil                           | 24.05.2025 | Belgrad             | Debiut w FNC. Main Event.                                              |
| Wygrana   | 15-4   | Lazar Todev (9-5)               | Decyzja (jednogłośna)                                         | 5     | 5:00 | Oktagon 49: Moeil vs. Todev                        | 18.11.2023 | Kolonia             | Zdobył pas mistrzowski Oktagon MMA w wadze ciężkiej. Main Event.       |
| Wygrana   | 14-4   | Wallyson Carvalho (13-7)        | Decyzja (jednogłośna)                                         | 3     | 5:00 | Oktagon 39: Jungwirth vs. de Oliveira              | 11.02.2023 | Monachium           |                                                                        |
| Wygrana   | 13-4   | Jeremy Kimball (18-9)           | TKO (kolana i ciosy pięściami w parterze)                     | 2     | 1:03 | Oktagon 36: Eckerlin vs. de Oliveira 2             | 15.10.2022 | Frankfurt nad Menem |                                                                        |
| Wygrana   | 12-4   | Kerisson Leal de Rezende (6-3)  | TKO (przerwanie przez sędziego)                               | 2     | 5:00 | Oktagon 33: Buchinger vs. Keita                    | 04.06.2022 | Frankfurt nad Menem | Debiut w Oktagon MMA.                                                  |
| Wygrana   | 11-4   | Kornel Zapadka (9-2)            | TKO (kolano na ciało i ciosy pięściami)                       | 1     | 3:03 | Elite MMA Championship 8                           | 04.12.2021 | Düsseldorf          | Co-Main Event.                                                         |
| Wygrana   | 10-4   | Wesley Martins (13-7)           | TKO (ciosy pięściami w parterze)                              | 1     | 2:13 | King of Kings 82                                   | 30.11.2019 | Düsseldorf          | Zdobył pas mistrzowski King of Kings w wadze ciężkiej. Co-Main Event.  |
| Wygrana   | 9-4    | James McSweeney (15-17)         | TKO (ciosy pięściami)                                         | 1     | 4:13 | Mix Fighting Championship 26                       | 22.06.2019 | Kassel              | Zdobył pas mistrzowski Mix Fight Championship w wadze ciężkiej.        |
| Wygrana   | 8-4    | Ricco Rodriguez (54-26)         | Decyzja (jednogłośna)                                         | 3     | 5:00 | CFS 9                                              | 02.02.2019 | Graz                | Zdobył pas mistrzowski Cage Fight Series w wadze ciężkiej. Main Event. |
| Wygrana   | 7-4    | Marko Petković (2-0)            | Decyzja (jednogłośna)                                         | 3     | 5:00 | Serbian Battle Championship 19: Revenge!           | 01.12.2018 | Nowy Sad            |                                                                        |
| Wygrana   | 6-4    | Björn Schmiedeberg (12-8-1)     | TKO (ciosy pięściami)                                         | 3     | 1:03 | German MMA Championship 17                         | 13.10.2018 | Düsseldorf          |                                                                        |
| Wygrana   | 5-4    | Frank Kortz (6-5)               | TKO (ciosy pięściami)                                         | 1     | 1:45 | Elite MMA Championship 2                           | 22.04.2018 | Düsseldorf          |                                                                        |
| Przegrana | 4-4    | Marcin Wójcik (10-5)            | TKO (niezdolność do kontynuowania walki)                      | 2     | 5:00 | KSW 42: Khalidov vs. Narkun                        | 03.03.2018 | Łódź                | Debiut w KSW.                                                          |
| Wygrana   | 4-3    | Hans Lackner (4-1)              | TKO (ciosy pięściami)                                         | 1     | 2:55 | Cage Fight Series 8                                | 20.01.2018 | Graz                |                                                                        |
| Przegrana | 3-3    | Nicolae Negumereanu (4-0)       | TKO (przerwanie walki przez lekarza)                          | 1     | 2:35 | Superior FC 18 – Superior Fighting Championship 18 | 16.09.2017 | Ludwigshafen        |                                                                        |
| Wygrana   | 3-2    | Martin Langner (1-0)            | TKO (ciosy pięściami)                                         | 1     | 1:17 | German MMA Championship 11                         | 22.04.2017 | Castrop-Rauxel      |                                                                        |
| Przegrana | 2-2    | Damian Olszewski (0-0)          | Dyskwalifikacja (kopnięcie rywala w głowę w parterze)         | 1     | 2:44 | Respect Fighting Championship 18                   | 04.12.2016 | Kolonia             |                                                                        |
| Wygrana   | 2-1    | Milos Dovedan (0-0)             | TKO (ciosy pięściami)                                         | 1     | 1:45 | Superkombat – New Heroes                           | 12.11.2016 | Düsseldorf          |                                                                        |
| Wygrana   | 1-1    | Uroš Stefanović (0-1)           | TKO (ciosy pięściami)                                         | 1     | 2:59 | SBC 11 / AFC 47                                    | 05.11.2016 | Nowy Sad            |                                                                        |
| Przegrana | 0-1    | Darko Stošić (5-1)              | TKO (przerwanie przez narożnik - wrzucenie ręcznika do ringu) | 2     | 1:17 | Final Fight Championship 19                        | 18.09.2015 | Linz                |                                                                        |